# Monumento al marqués de Larios
El monumento al marqués de Larios es un conjunto escultórico urbano dedicado al Manuel Domingo Larios y Larios, II marqués de Larios, en la ciudad española de Málaga. Es obra de Mariano Benlliure y se encuentra en un lugar relevante de la ciudad, presidiendo el inicio de calle Larios.

## Historia

### Construcción
El 16 de agosto de 1895, el Ayuntamiento de Málaga y su alcalde, Ramón María Pérez de Torres, tomaba cuenta de la iniciativa lanzada por el periodista Nicolás Muñoz Cerissola, directores de periódicos y distintos ediles, proponiendo la realización de la estatua en homenaje al segundo marqués de Larios, constituyéndose la comisión encargada de analizar las gestiones y allegar los fondos mediante suscripción pública, que decidiría entre las propuestas realizadas por los escultores Antonio Susillo, Agustín Querol, y el que finalmente se realizaría, el proyecto escultórico del valenciano Mariano Benlliure.
El 24 de marzo de 1896, se suscribía la pertinente escritura de obligación de común acuerdo entre ambas partes contratantes con los siguientes puntos:

Los materiales que se emplean en dicha obra serán mármol y bronce como indica el boceto…Se establecen cuatro plazos de pago y de la siguiente forma: El primero, de quince mil pesetas al firmar este contrato. El segundo plazo de quince mil pesetas al tener modeladas en barro las Estatuas del II marques de Larios y el grupo de la mujer y el Niño que representa “la Caridad”. El tercer de veinte mil pesetas, al estar ya fundida las estatuas del Sr. Marques de Larios y modeladas las cuatro figuras, festones, escudos y la estatua del “Trabajo”. El cuarto y último plazo, será de veinticinco mil pesetas, entregándose durante los quince días después de la inaugurado el monumento. El señor Benlliure se compromete a cumplir todas las obligaciones que expresa este contrato...
A.M.M.,Leg.1963, Exp.57

El 1 de enero de 1899 a las dos de la tarde tuvo lugar la inauguración del monumento, coincidiendo con la entrega a la Diputación Provincial del edificio anexo al Hospital Provincial construido por donación filantrópica de la familia Larios a la ciudad.

### Sustitución de la estatua del marqués por la estatua de Alegoría del Trabajo
El 14 de abril de 1931, con la proclamación de la Segunda República, en Málaga se registraron incidentes graves realizados por turbas de incontrolados. El político y empresario malagueño José Aurelio Larios III marqués de Larios, propició la coalición monárquica que se presentó a las elecciones municipales de 1931. Se trataba del mayor contribuyente de rentas de la provincia y dirigía un poderoso grupo industrial que constaba de cuatro fábricas de azúcar en Vélez Málaga, Torrox, Nerja y Motril. Contaba además participación en Industria Malagueña y La Constancia y otras industrias. Málaga fue la segunda capital de provincia con más votos a partidos republicanos y el primer concejal del partido comunista. Los exaltados incendiaron los talleres de La Unión Mercantil, se registró un conato de incendio en el seminario y residencia de los jesuitas, y se incendiaron los almacenes y oficinas de la Compañía de Locomoción General del Muelle Heredia, incendio que se extendió al almacén de maderas Guille y Heredia. Los incontrolados derribaron y dañaron la escultura del marqués de Larios, que fue arrastrada por las calles de la ciudad y finalmente arrojada al mar en el puerto. La lápida de la calle marqués de Larios fue derribada y, en su lugar, colocada una con la denominación calle 14 de abril y un retrato de Fermín Galán. Durante las primeras horas de la jornada se izó una bandera republicana, y posteriormente se colocó la estatua en bronce de la Alegoría del Trabajo, que se encontraba en la parte trasera baja del monumento, ocupando el lugar de la del empresario hasta 1951.

### Restitución de la estatua del marqués
Después de la guerra civil española, la estatua del Marqués de Larios fue recuperada de la dársena del puerto donde había sido arrojada y reubicada en su situación original, aunque algunas fuentes sitúan la recuperación en 1934. La escultura fue restaurada en los talleres de Benlliure en Madrid y el 18 de mayo de 1951 vuelto a colocar presidiendo el conjunto escultórico. Algunos de los elementos originales no se pudieron recuperar tras los daños de 1931 como las guirnaldas floridas, el escudo de Málaga, y las cuatro figuras femeninas que había en las esquinas, aunque una de éstas se conserva actualmente en el Museo del Patrimonio Municipal. En los años 80 y 90 el conjunto escultórico se vio afectado por la construcción del aparcamiento de la plaza de la Marina, alterando la perspectiva de éste al elevar el conjunto sobre un peralte de hormigón que sustituía a los tres escalones en mármol originales. La salida de humos del aparcamiento contribuyó al deslucimiento y deterioro del conjunto.

### Restauración y traslado del conjunto escultórico
El 8 de mayo de 2019 concluyeron los trabajos de restauración de los elementos del grupo escultórico y éste fue trasladado a su ubicación actual según el proyecto de semipeatonalización de la Alameda Principal. El monumento se sitúa presidiendo la entrada a la calle Larios.

## Análisis formal del monumento

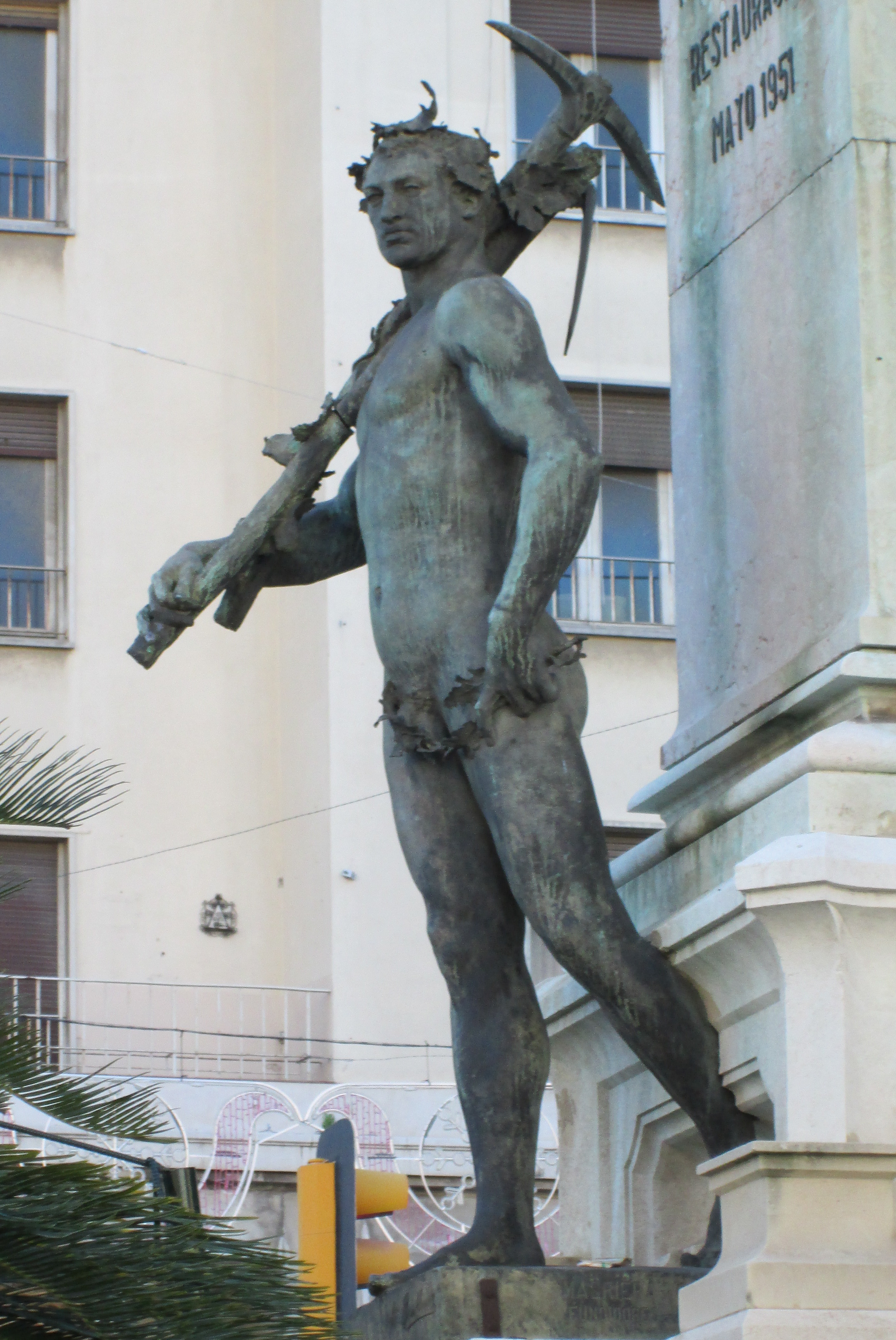
Alegoría del trabajo de Benlliure en el monumento al marqués de Larios que ocupó el lugar de la escultura del marqués de 1931 a 1951.

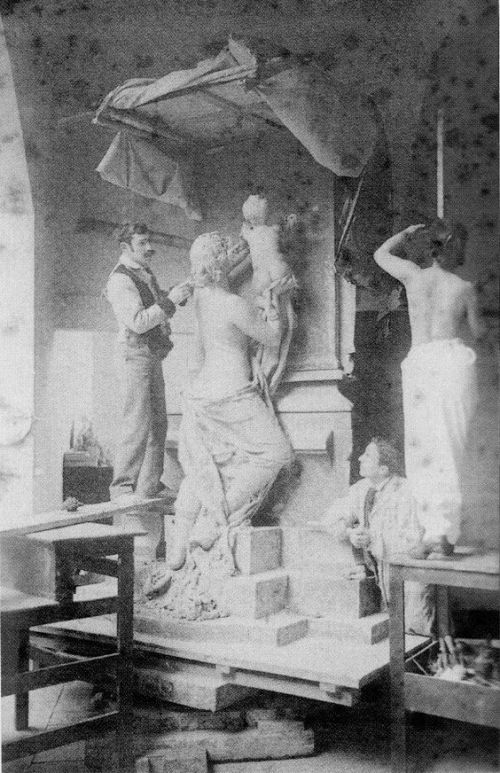
Mariano Benlliure trabajando en la Alegoría de la Málaga Agradecida en Roma (Ca. 1896-1899).

Se trata de un monumento que forma una pirámide de gloria en cuya cúspide encontramos la figura escultórica del homenajeado Manuel Domingo Larios y Larios. Delante de esta y en un piso inferior, aparece la representación de La Caridad, encarnada en las figuras de La Madre y El Niño oferentes, y a su espalda se sitúa la Alegoría del Trabajo.
Todo este conjunto sobre un plinto cruciforme que asciende hasta el pedestal que brota desde el centro de la planta. Este conjunto arquitectónico del basamento, convierte al monumento en un altar público debido a la supeditación de las figuras secundarias al personaje principal, formando una composición escalonada. 
Al analizar la estatua del propio marqués de Larios, la elegancia de la pose, grave y distendida a la vez, se acentúa gracias a la frescura con que sujeta el bastón y el sombrero de copa en la mano derecha, y en la mano izquierda que se la lleva al bolsillo del chaleco; como si el aristócrata simulara un tranquilo paseo, rompiendo con el hieratismo y dando sensación de movimiento.
Respecto a las figuras secundarias, las alegorías de La Caridad y del Trabajo hacen impostación clasicista marcada por la huella realista. La Madre aupa al Niño hacia el pedestal, cuyas formas femeninas acentúan las telas que se descuelgan en cascada desde la cintura y sirven de alfombra al lugar donde la misma figura apoya los pies. Como contraste a la dulzura femenina de la Caridad, la alegoría del Trabajo, encarna la fortaleza viril. En la línea de Auguste Rodin, un joven de complexión atlética aparece en actitud de marcha, con pico y azadón sobre el hombro derecho y coronado con hojas de vid en alusión a los frutos de la tierra. Para la figura del joven posó como modelo el torero Luis Mazzantini.
En relación con los materiales, Benlliure le dio un peculiar sentido del decoro, reservó el bronce para las figuras masculinas y el mármol blanco de procedencia italiana para la figura femenina y del niño, o los llamados genios, que son cuatro pequeñas alegorías situadas en las esquinas del plinto y que sostienen guirnaldas de hojas de hiedra con el escudo de Málaga y el blasón nobiliario de los Larios. 
Sobre el plinto en el que se sitúa la figura del marqués de Larios hay unas referencias epigráficas:

- En la cara frontal del pedestal:

A don Manuel
 
Larios
 
II Marqués de Larios

Málaga

agradecida
- En el lateral derecho:

Nació en Málaga

en XV diciembre

MDCCCXXXVI
- En el lateral izquierdo:

Falleció en

XXXI julio

MDCCCXCV
- En la parte trasera del pedestal:

Inauguración

I enero MDCCCXCIX

Restauración

mayo de 1951